# Caraiboscia microphthalma
Caraiboscia microphthalma är en kräftdjursart som beskrevs av Albert Vandel 1968. Caraiboscia microphthalma ingår i släktet Caraiboscia och familjen Philosciidae. Inga underarter finns listade i Catalogue of Life.